# Universitas Negeri Gorontalo
Universitas Negeri Gorontalo – indonezyjska uczelnia publiczna w mieście Gorontalo (wyspa Celebes). Została założona w 1963 roku.